# Chiesa di San Francesco (Castelfiorentino)
La chiesa di San Francesco è un luogo di culto cattolico che si trova a Castelfiorentino, in provincia di Firenze, diocesi della medesima città.
Sita nella parte bassa dell'abitato di Castelfiorentino, si tratta di uno dei pochi esempi di stile gotico presenti in Valdelsa, anche se come si può facilmente vedere è ben presente e predominante il modello romanico rappresentato dalla pieve di San Giovanni Evangelista a Monterappoli, nel comune di Empoli.

## Storia
L'origine del "luogo" francescano di Castelfiorentino è collegata alla tradizione di una presenza di san Francesco in Valdelsa nel 1217; ma il primo documento che ricorda il convento è del 1278.
L'impianto della chiesa è quello tipico a una vasta navata che si allarga nella parte terminale per ospitare un coro affiancato simmetricamente da due cappelle più piccole, con volte a crociera.

## Descrizione

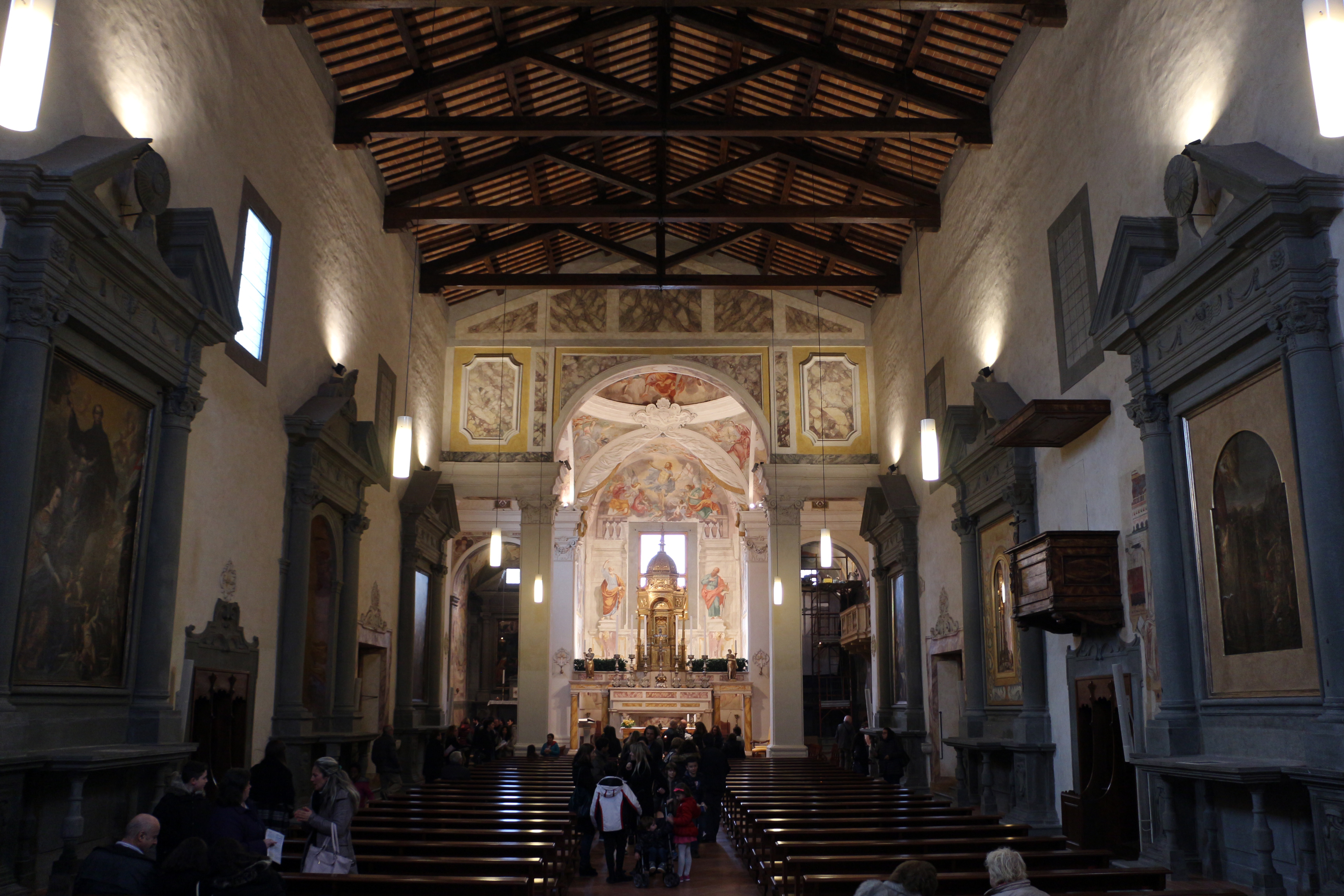
Interno

Nonostante la concezione spaziale complessiva sia quella del linguaggio gotico, l'edificio presenta ancora elementi romanici valdelsani. Si tratta di motivi strutturali, come l'impiego del laterizio, e formali, come la finestrella cruciforme, il portale risaltato rispetto al prospetto della facciata e le ghiere decorate degli archi: il prototipo della romanica pieve di San Giovanni Evangelista a Monterappoli, modello anche per la pieve dei Santi Ippolito e Biagio, nonché per la collegiata dei Santi Lorenzo e Leonardo, era ancora ben radicato nei modi di operare delle maestranze valdelsane del XIII secolo.
L'esterno della zona absidale presenta maggiori influssi gotici. Anche la facciata originariamente era più "gotica" rispetto a come la vediamo oggi: al posto dell'occhio sovrastante il portone di ingresso si intravede la sagoma di una finestra archiacuta oggi tamponata.
Sempre in facciata ammiriamo numerosi stemmi in maiolica o in pietra serena di alcune personalità che hanno ricevuto sepoltura all'interno della chiesa e che appartenevano alle famiglie più importanti di Castelfiorentino quali gli Attavanti, i Becci, i Benvenuti, gli Alberini.
A conclusione del recente restauro che ha interessato per alcuni anni tutto il complesso ecclesiastico in oggetto, la Madonna col Bambino di Taddeo Gaddi è stata tradotta dal Museo di Santa Verdiana alla chiesa di San Francesco, sua ubicazione originaria.
Al suo interno opere di Cenni di Francesco, Giovanni del Biondo e altri affreschi di scuola fiorentina del XV secolo. Agostino Veracini e Pietro Anderlini decorarono la cupola e la volta del coro nel XVIII secolo.
L'organo a canne è l'opus 121 di Giosuè Agati, che lo costruì nel 1821. Integro nelle sue caratteristiche foniche originarie, dispone di 13 registri per un totale di 601 canne.

## Altre immagini

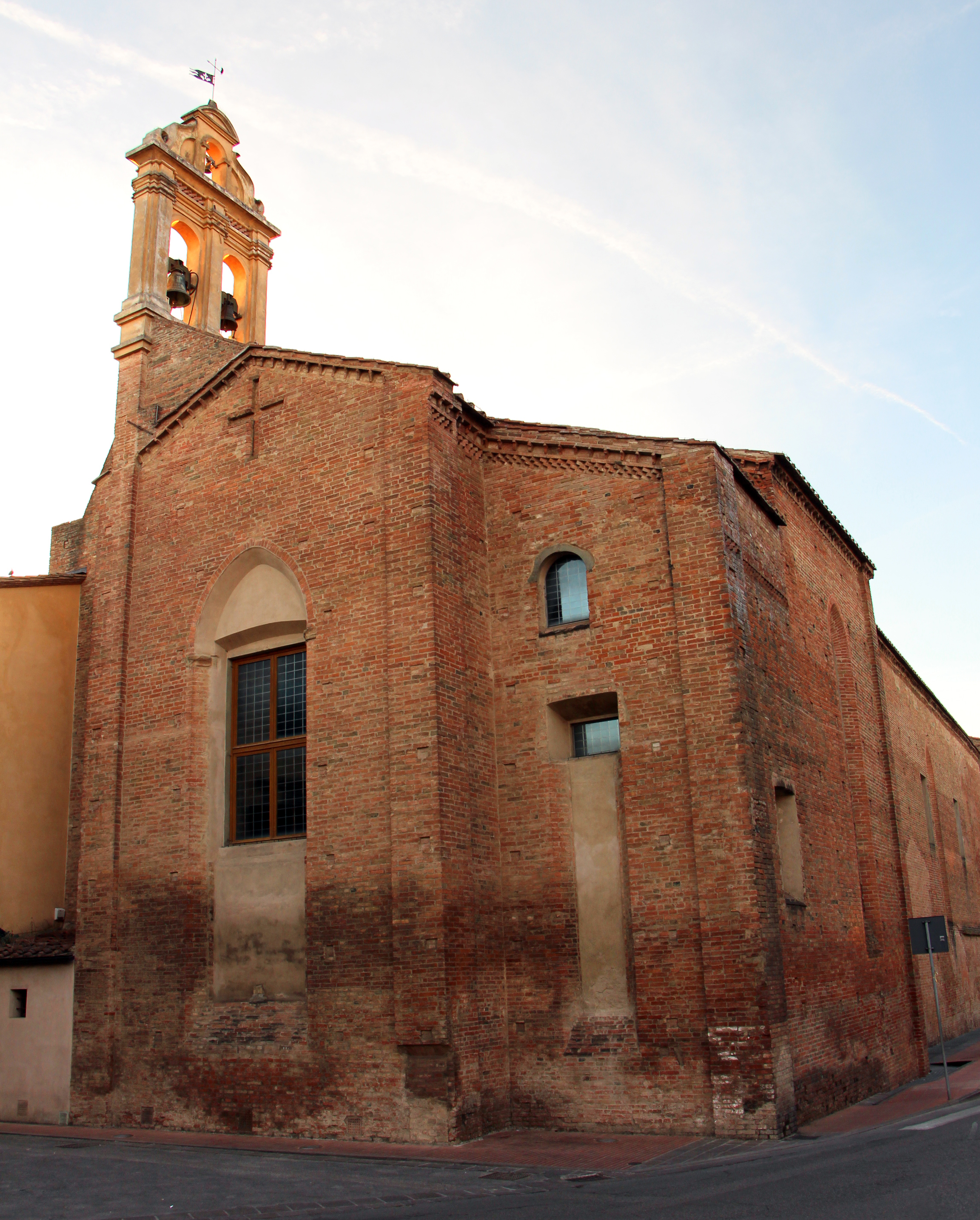
Abside e campanile
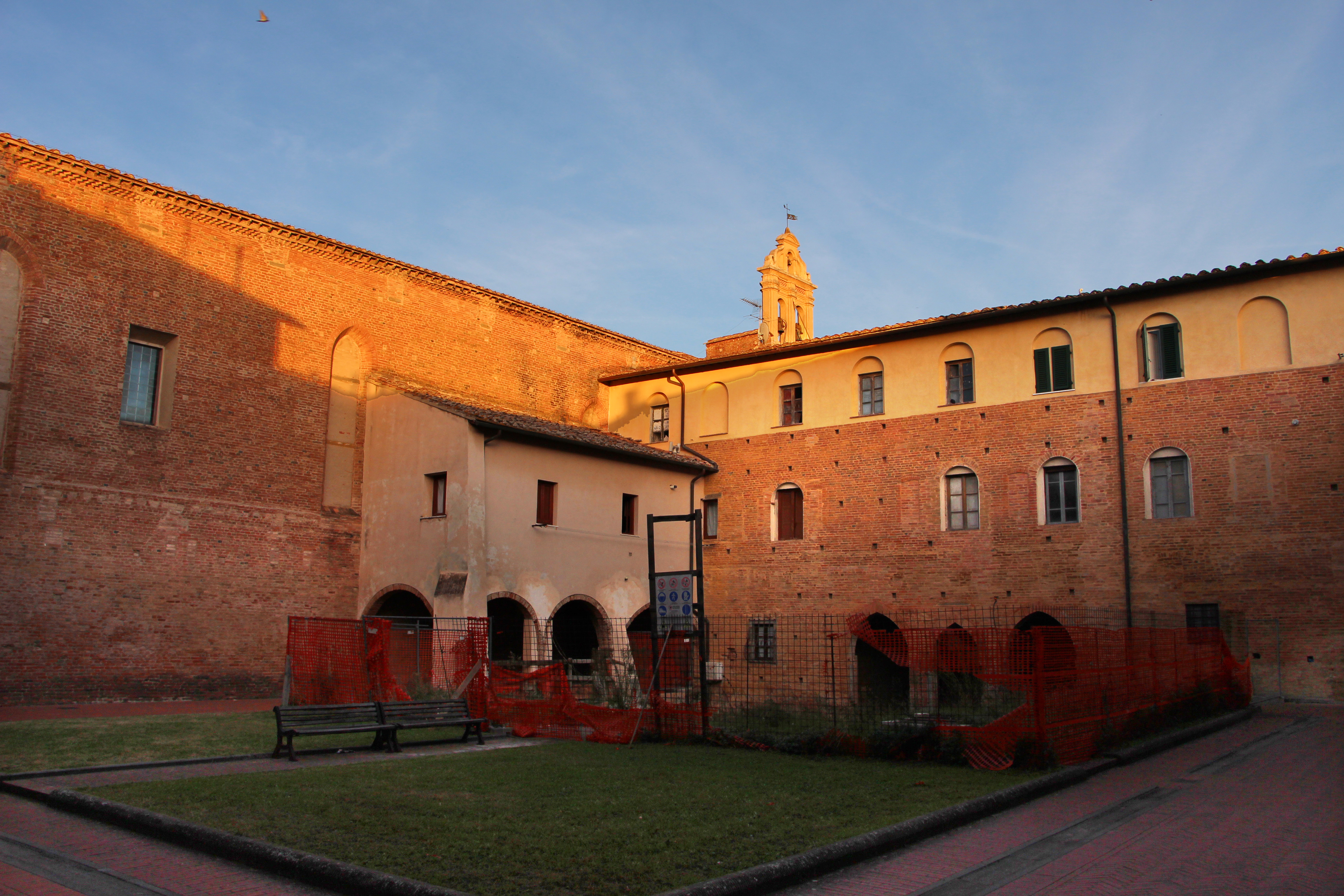
Resti del chiostro
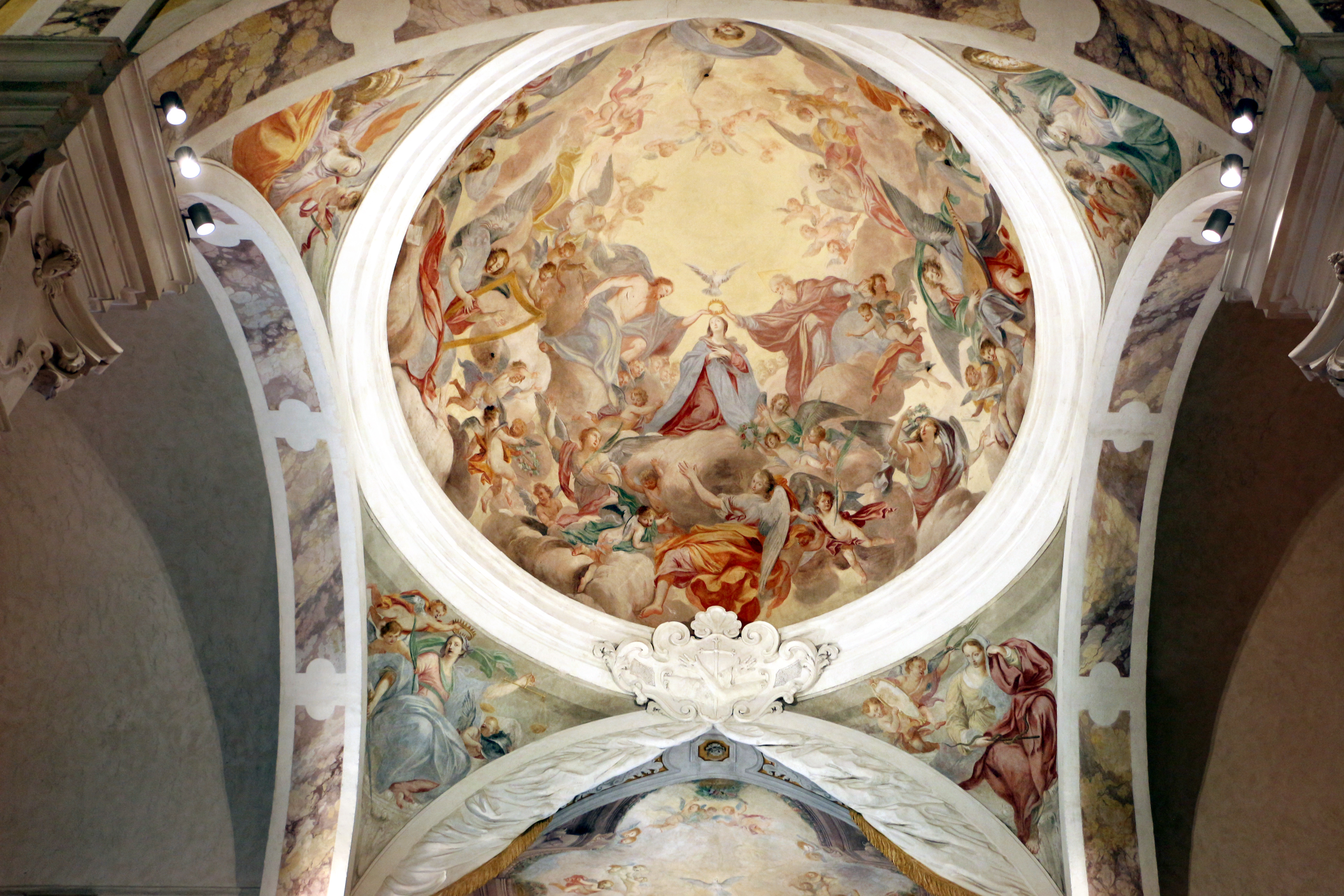
Agostino Veracini e Pietro Anderlini, Incoronazione della Vergine nella cupola
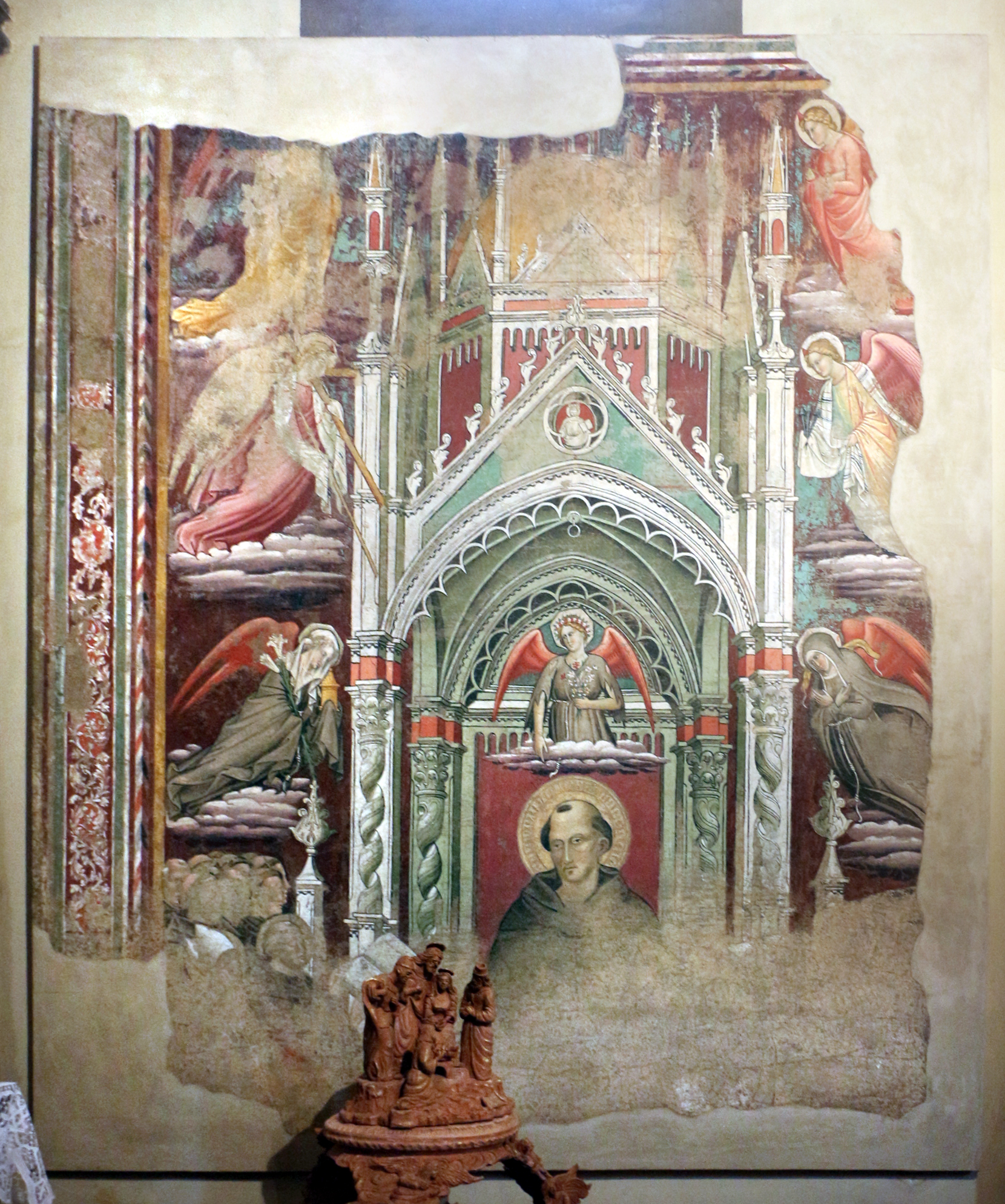
Cenni di Francesco, San Francesco e virtù
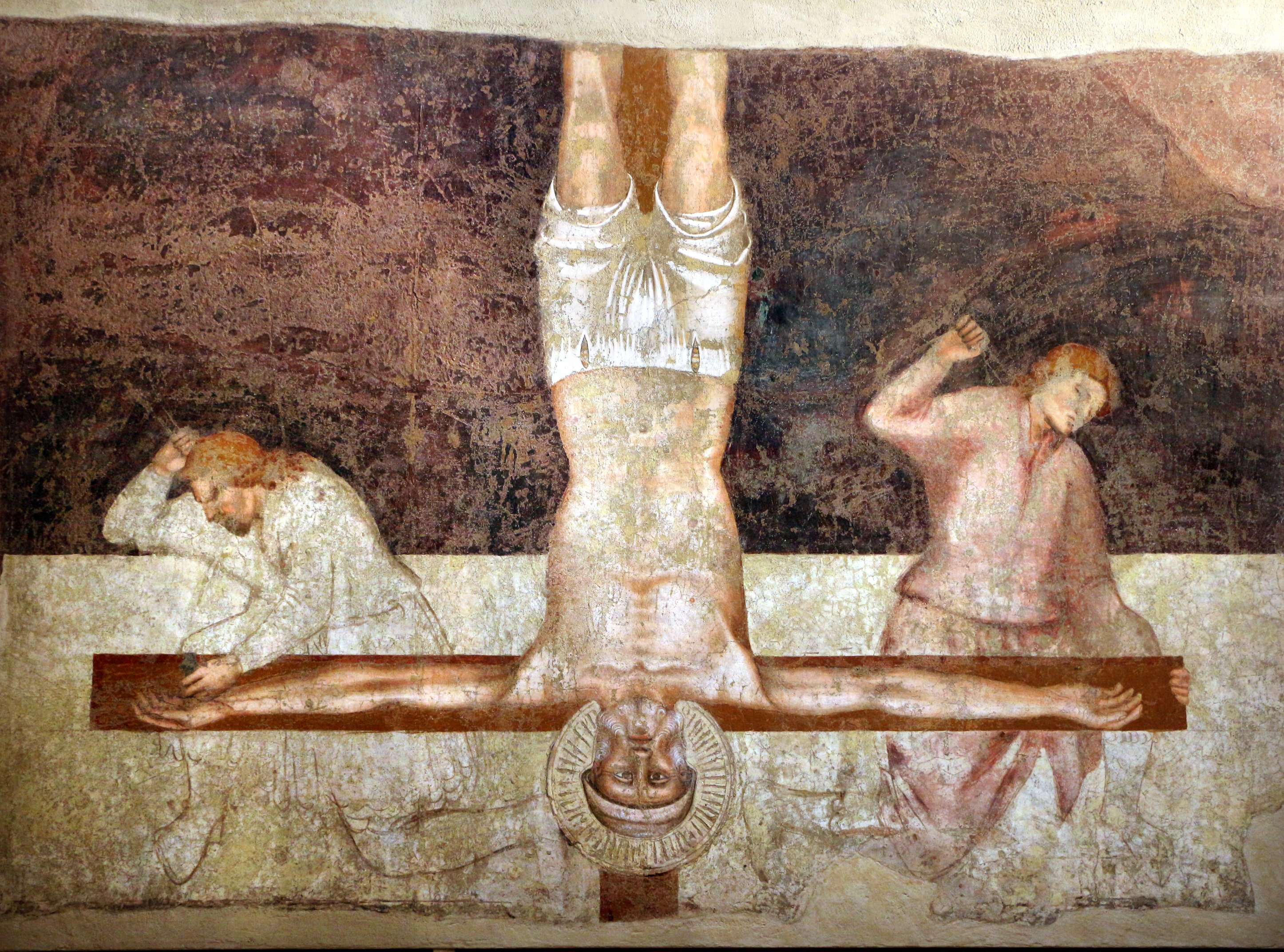
Giovanni del Biondo, Crocifissione di San Pietro
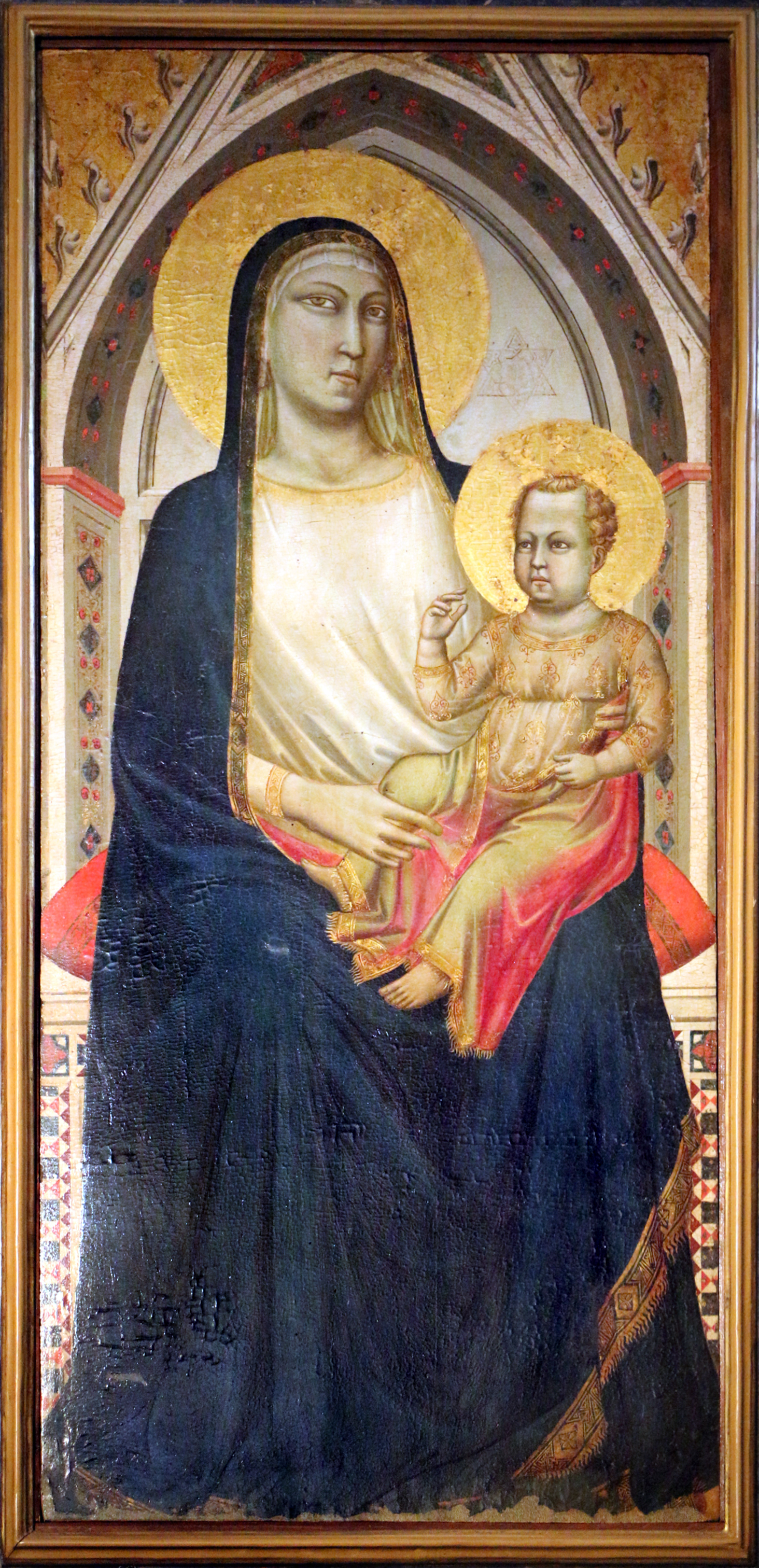
Taddeo Gaddi (attr.), Madonna in trono col Bambino
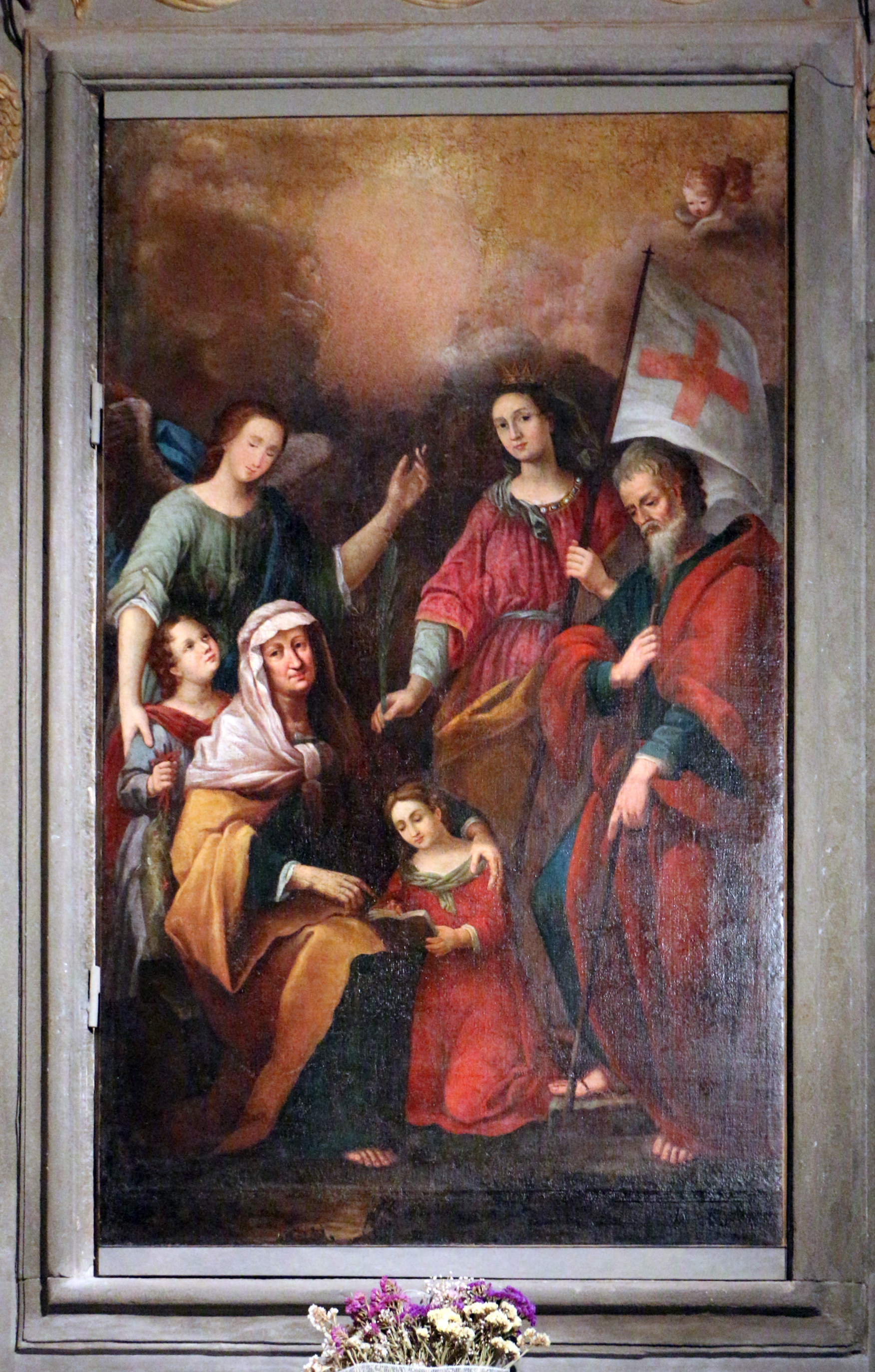
Ambito di Cosimo Daddi, Sant'Anna e la Vergine con i santi Raffaele, Orsola e Giuseppe